# Luisenbraut
Als Luisenbraut bezeichnete man im 19. und frühen 20. Jahrhundert sehr arme, aber als unbescholten geltende Bräute, denen seit 1811 eine sich nach Königin Luises Tod auf ihren Namen berufende Stiftung Zuschüsse zur oder die gesamte  Aussteuer bezahlte. Immer zum Todestag Luises am 19. Juli jeden Jahres wurden Luisenbräute in der Potsdamer Garnisonkirche getraut; im Jahre 1921 waren es zwei.